# Quentin Rossard
Quentin Rossard (ur. 6 listopada 1991 w Fréjus) – francuski siatkarz, grający na pozycji rozgrywającego. Od stycznia 2020 roku występuje w drużynie Grand Nancy VB.

## Życie prywatne
Jego brat Thibault Rossard i kuzyn Nicolas Rossard również są siatkarzami. W siatkówkę grał również dziadek Jacques oraz Olivier Rossard.